# Островський повіт (Великопольське воєводство)
Островський  повіт (пол. powiat ostrowski) — один з 31 земських повітів Великопольського воєводства Польщі.
Утворений 1 січня 1999 року в результаті адміністративної реформи.

## Загальні дані
Повіт знаходиться у південній частині воєводства.
Адміністративний центр — місто Острув-Великопольський.
Станом на 1.01.2008 населення становить 158 485 осіб, площа 1160,12 км².

## Демографія
Демографічні дані повіту станом на 30.06.2005:
|       | Всього  | Всього | Жінки  | Жінки | Чоловіки | Чоловіки |
| ----- | ------- | ------ | ------ | ----- | -------- | -------- |
|       | осіб    | %      | осіб   | %     | осіб     | %        |
| Повіт | 158 602 | 100    | 81 249 | 51,2  | 77 353   | 48,8     |
| Міста | 85 070  | 100    | 44 438 | 52,2  | 40 632   | 47,8     |
| Села  | 73 532  | 100    | 36 811 | 50,1  | 36 721   | 49,9     |